# Gruppo di NGC 676
Il Gruppo di NGC 676 è un raggruppamento che contiene almeno tre galassie situate nella costellazione dei Pesci. La distanza del centro di massa del gruppo dalla nostra Via Lattea è di circa 63 milioni di anni luce.

## Membri
La tabella seguente riporta le tre galassie indicate da Garcia nel suo articolo pubblicato nel 1993. Le galassie sono elencate anche da Powell e da Mahtessian
| Nome     | Tipo    | Classificazione    | RA (J2000.0)  | DEC (J2000.0) | Velocità radiale (km/s) | Magnitudine apparente | Distanza (Mpc) | Dimensioni (kal) |
| -------- | ------- | ------------------ | ------------- | ------------- | ----------------------- | --------------------- | -------------- | ---------------- |
| NGC 676  | S0/a    | Lenticolare        | 01h 48m 57.3s | 05° 54′ 27″   | 1506 ± 3                | 11,9                  | 18,0 ± 1,3     | 89               |
| NGC 693  | S0/a?   | Lenticolare        | 01h 50m 30.8s | 06° 08′ 43″   | 1567 ± 5                | 12,4                  | 18,9 ± 1,4     | 59               |
| NGC 718* | SAB(s)a | Spirale intermedia | 01h 53m 13.3s | 04° 11′ 45″   | 1733 ± 10               | 11,7                  | 21,4 ± 1,5     | 54               |

- Il sito National Aeronautics and Space Administration / Infrared Processing and Analysis Center[6] la considera una galassia di campo, che non appartiene ad alcun gruppo o ammasso di galassie ed è gravitazionalmente isolata.

Il sito DeepskyLog permette di trovare agevolmente le costellazioni in cui si trovano le galassie; in alternativa si possono utilizzare le coordinate delle galassie per individuarle. Se non altrimenti indicato, le coordinate sono quelle fornite dal sito NASA/IPAC (National Aeronautics and Space Administration / Infrared Processing and Analysis Center).